# Les Hauteurs de l'horreur
 (mai 2024).
Les Hauteurs de l'horreur est un épisode de la série télévisée d'animation Les Simpson. Il s'agit du treizième épisode de la trente-troisième saison et du 719e de la série.

## Synopsis
Pour éviter la prison, Bart, Martin, Nelson et Dolph font un trekking pour profiter d'un week-end en pleine nature dans les montagnes qui ressemblent aux Hautes terres écossaises, sous la supervision du jardinier Willie. Sur leur chemin, ils sauvent un chevreau d'un groupe d'adolescents masqués satanistes qui voulaient le sacrifier rituellement. Bart l'appelle Axel et se fait aimer de lui. Plus tard, les garçons trouvent un bateau sur une rivière à côté. Nelson et Dolph montent dans le bateau, mais parce qu'Axel a peur, Bart et Martin ne veulent pas le quitter : il serait tué par les satanistes. Ils reprennent donc leur route à pied. Nelson et Dolph trouvent refuge dans un chalet d'Airbnb lorsque survient un orage. Les satanistes les trouvent et menacent de les tuer s'ils ne rendent pas le chevreau. Ils les jettent dans la cave et les attachent. Martin avoue à Bart qu'il est très stressé parce que ses parents le surmènent. C'est pour ça qu'il a cambriolé une pharmacie : il est accro aux psychotropes - un côté sombre de lui. Après une dispute avec Martin, Bart reste tout seul. En se réveillant dans sa tente, perdu, avec des limaces sur le visage, il trouve des traces de crottes de chevreau : elles sont orange parce qu'Axel a mangé les crottes de fromage de Bart, les seules victuailles qu'il avait. Bart retrouve les autres et, avec l'aide de Martin, sauve Nelson et Dolph. Il se trouve que les satanistes masqués voulaient, en réalité, tourner un film. Mais Axel a mangé leur mobile.
Pendant ce temps, Lisa veut vivre comme enfant unique (elle a emmené Maggie à Patty et Selma) pour un week-end. Avec le pseudonyme "Jules", elle reçoit toute l'attention d'Homer et Marge. Mais elle mange trop de glace et vomit.

## Réception
Lors de sa première diffusion, l'épisode a attiré 1,53 million de téléspectateurs.